# Heinrich Tannert
Heinrich Tannert, bis 1941 Heinrich Jedlitschka, (* 7. Juli 1893 in Groß-Olbersdorf (Velké Albrechtice), damals Österreichisch-Schlesien; † 24. Mai 1982 in Mölln) war ein sudetendeutscher Biologe, Lehrer und Schulrat sowie Museumsmitarbeiter.

## Leben
Der als Heinrich Jedlitschka zu Zeiten der Habsburger Monarchie im deutschsprachigen Kuhländchen im österreichischen Teil Schlesiens als Enkel eines Schloßgärtners geborene Heinrich Tannert besuchte 1899 bis 1908 die Schule in Wagstadt und danach die Lehrerfortbildungsanstalt in Troppau, an der er 1912 sein dem Abitur vergleichbares Lehrerexamen bestand. Im November 1914 legte er seine Zweite Lehramtsprüfung ab. Danach zog er mit der österreichisch-ungarischen Armee in den Ersten Weltkrieg, aus der er nach mehrfacher schwerer Verwundung als Leutnant 1918 ausschied. Er wurde zunächst Lehrer an einer deutschen Privatschule, legte 1919 seine Fachlehrerprüfung für Biologie, Chemie, Physik, Mathematik sowie Pädagogik ab und trat 1920 in den Schuldienst der jungen Tschechoslowakei ein, wo er bis 1938 als Lehrer an seiner alten Schule wirkte. In dieser Zeit bildete er sich in Kursen an den Universitäten Prag und Brno naturwissenschaftlich fort und verfasste seine ersten Schriften, auch geologischen wie paläontologischen Inhalts. Er wurde zu einem Kenner der Foraminiferen. Nach dem Einmarsch deutscher Truppen in das Sudetenland 1938 wurde Tannert zunächst kommissarischer und am 1. Januar 1940 definitiver Schulrat im neuen Landkreis Wagstadt. Bereits im April 1940 wurde er als Regierungsrat Schulrat beim neuen Regierungsbezirk Troppau verantwortlich für die Neuorganisation des Realschulwesens im Sinne der Nationalsozialisten. 1941 ließ er seinen Familiennamen in Tannert germanisieren. Anfang 1945 wurde zum Volkssturm eingezogen und erneut verwundet. Tannert wurde enteignet und aus der befreiten Tschechoslowakei ausgewiesen. Er gelangte zunächst in den Regierungsbezirk Magdeburg und wurde im Oktober 1945 Leiter einer kleinen Volksschule in der Altmark, aber nach drei Monaten auf Betreiben der sowjetischen Militärregierung wieder entlassen. Nach weiteren Zwischenstationen gelangte er zu seiner Tochter nach Lübeck und wurde dort zunächst als Hilfsarbeiter beschäftigt. Am 1. April 1947 wurde er Realschullehrer in Lübeck. Zuletzt war Tannert Rektor der 1951 errichteten Holstentor-Mittelschule in Lübeck-St. Lorenz. Er nahm als Lehrer seine naturwissenschaftlichen Interessen wieder auf und setzte seine Veröffentlichungen fort. Nach seiner Pensionierung 1957 baute er zwei Jahre lang noch den Biologieunterricht am neu geschaffenen Carl-Jacob-Burckhardt-Gymnasium auf, bevor er sich endgültig der Museumsarbeit im Naturhistorischen Museum zu Lübeck verschrieb, wo er bis zur Pensionierung des Direktors Gotthilft von Studnitz 1973 wirkte. Zu seinen Aufgabenkreisen gehörte die Betreuung des Herbars, die Wiederherstellung einer mineralogisch-geologisch-paläontologischen Sammlung aus den verbliebenen Resten der Sammlung des beim Luftangriff auf Lübeck 1942 zerstörten Museums am Dom und die Ausstellungsgestaltung der Erdgeschichte.

## Schriften (Auswahl)
Laut Nachruf beläuft sich das Schriftenverzeichnis Tannerts auf ca. 50 zumeist naturwissenschaftliche Veröffentlichungen.
- Volkstümliche Pflanzennamen, Pflanzenaberglauben und Heilpflanzen im Wagbachtalkreise (Schlesien) in: Das Kuhländchen. Neutitschein 1928, hier nach Günter Bellmann: Slavoteutonica: Lexikalische Untersuchungen zum slawisch-deutschen Sprachkontakt im Ostmitteldeutschen, Walter de Gruyter 1971, S. 308 (Digitalisat)
- Das geologische Werden Schlesiens, Wagstadt (Bílovec) 1937
- Volkstümliche Pflanzennamen in der Umgebung Lübecks, Heft 3 (1961) der Berichte des Vereins »Natur und Heimat« und des Naturhistorischen Museums zu Lübeck, Lübeck 1961